# 伊藤武彦 (内務官僚)

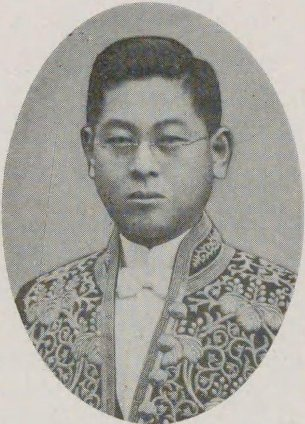
伊藤武彦

伊藤 武彦（いとう たけひこ、1891年 （明治24年）11月20日 - 1939年（昭和14年）10月27日）は、日本の内務官僚。県知事。

## 経歴
岐阜県出身。伊藤伊八郎の三男として生まれる。第八高等学校を経て、1915年、東京帝国大学法科大学政治学科を卒業。1914年11月、文官高等試験行政科試験に合格。1915年、内務省に入り、富山県属となる。
以後、富山県警視、千葉県市原郡長、朝鮮総督府秘書官、内務省参事官、内務大臣秘書官、内務書記官、警保局庶務課長、土木局道路課長、同港湾課長、衛生局保健課長などを歴任。
1931年12月、岐阜県知事に就任。以後、滋賀県知事、福島県知事を歴任。1937年7月、岡山県知事となる。赴任直後の水害への対応、日中戦争勃発に伴う軍人遺家族援護会事業の推進など多忙を極め、岡山市の深柢小学校講堂で開かれた援護会事業講演会で講演中に壇上で倒れる。再起不能となり同年10月に休職した。墓所は多磨霊園。

## 親族
- 岳父：三橋弥（妻富士子父、貴族院多額納税者議員）[2]